# Качковський Сергій Владиславович
Качковський Сергій Владиславович (нар. 5 жовтня 1968) — полковник ЗС РФ. Герой Росії (1995).

## Життєпис
Народився 5 жовтня 1968 року в селі Молога Білгород-Дністровського району Одеської області Української РСР в сім'ї робітників.
Закінчив Затишанську середню школу Фрунзівського району Одеської області в 1985 році, після чого був призваний до лав Радянської Армії. Вступив до Казанського вищого військово командного училища, яке закінчив у 1989 році.
Служив у Ленінградському військовому окрузі на посадах командира танкового взводу, командира танкової роти, заступника командира — начальника штабу окремого танкового батальйону.
З грудня 1994 року брав участь у першій чеченській війні, а з 31 грудня 1994 року — у штурмі Грозного.
У 1998 році закінчив Військову Академію бронетанкових військ імені Р. Я. Малиновського.
З 2009 по 2011 роки був військовим комісаром Ленінградської області, а з 2011 року працює військовим комісаром Санкт-Петербурга.

## Нагороди
Указом Президента Російської Федерації від 6 березня 1995 року під мужність і героїзм, проявлені при виконанні спеціального завдання, капітану Сергію Владиславовичу Качковському присвоєно звання Героя Російської Федерації з врученням медалі «Золота Зірка» (№ 125).